# Geile Zeit
Geile Zeit is een nummer van de Duitse band Juli. Het Duitstalige nummer was een single van het debuutalbum Es ist Juli, en op de Bundesvision Song Contest 2005 won het de eerste prijs. 
Het nummer werd in oktober 2002 geschreven door Jonas Pfetzing en Simon Triebel, maar het kwam pas twee jaar later als single uit. Op het album duurt het nummer 3:46 minuut, terwijl de radio version met 3:35 minuut 11 seconden korter duurt. De muziekvideo, die door Daniel Lwowski werd geregisseerd, valt daar met een lengte van 3:41 minuut precies tussen in. 
Samen met hun andere single Perfekte Welle stond Geile Zeit in 2004 en 2005 geruime tijd in de Duitse hitlijsten. Beide nummers brachten een doorbraak voor de band.
In 2016 verscheen er een coverversie door Lockvogel.